# Edwards (Mississipi)
Edwards és una població dels Estats Units a l'estat de Mississipi. Segons el cens del 2000 tenia 1.347 habitants.

## Demografia
Segons el cens del 2000, Edwards tenia 1.347 habitants, 461 habitatges, i 335 famílies. La densitat de població era de 311,4 habitants per km².
Dels 461 habitatges en un 32,1% hi vivien nens de menys de 18 anys, en un 32,5% hi vivien parelles casades, en un 33% dones solteres, i en un 27,3% no eren unitats familiars. En el 23% dels habitatges hi vivien persones soles el 10,2% de les quals corresponia a persones de 65 anys o més que vivien soles. El nombre mitjà de persones vivint en cada habitatge era de 2,9 i el nombre mitjà de persones que vivien en cada família era de 3,47.
Per edats la població es repartia de la següent manera: un 29,6% tenia menys de 18 anys, un 9% entre 18 i 24, un 27,8% entre 25 i 44, un 21,1% de 45 a 60 i un 12,5% 65 anys o més.
L'edat mediana era de 34 anys. Per cada 100 dones de 18 o més anys hi havia 75,6 homes.
La renda mediana per habitatge era de 29.231 $ i la renda mediana per família de 31.786 $. Els homes tenien una renda mediana de 26.094 $ mentre que les dones 19.500 $. La renda per capita de la població era de 12.308 $. Entorn del 19% de les famílies i el 22,5% de la població estaven per davall del llindar de pobresa.

## Poblacions més properes
El següent diagrama mostra les poblacions més properes.